# Fernando Cavendish
Fernando Antonio Cavendish Soares (Recife, 17 de junho de 1963) é um engenheiro civil, empresário brasileiro,  presidente  do Conselho de Administração da  Delta Construções S.A. desde dezembro de 1990, licenciado em 25 de abril de 2012.

## Biografia
É formado em engenharia civil pela Universidade Veiga de Almeida, do Rio de Janeiro. Bisneto do Colono Português Veremundo Antônio Joaquim Soares (1878-1973), um dos mais conhecidos coronéis do sertão, é filho do também engenheiro  Inaldo Soares, ex-funcionário do Departamento Nacional de Estradas de Rodagem (DNER) e fundador da Delta Construções. Inicialmente sediada em Salgueiro, a 518 quilômetros do Recife, a empresa foi posteriormente transferida para a capital pernambucana. Seu alvo  sempre foi a construção e a manutenção de estradas. Sua sede foi transferida novamente em 1995 - desta vez para a cidade do Rio de Janeiro quando Fernando Cavendish assumiu o principal cargo executivo e quis continuar na cidade onde já morava havia mais de vinte anos. Sob seu comando, a Delta passou a executar também obras de infraestrutura urbana e projetos habitacionais.
Desde o início da  gestão de Fernando Cavendish, o patrimônio líquido da Delta Construções cresceu mais de 20 vezes passando de R$50 milhões, em 2001, para R$1,1 bilhão, em 2011. A Delta foi ou é responsável por diversas obras públicas de grande porte, em todo território nacional -  rodovias estaduais e federais, construção do Estádio Engenhão  e a reforma do Estádio do Maracanã.

## Grande empreitada
Em 2004, o governador  do Paraná, Roberto Requião, determinou a investigação de um possível cartel de empreiteiras, que tinha o intuito de forçar o aumento de preços em licitações de obras públicas. Em 28 de junho de 2005,  a Secretaria de Segurança Pública do Paraná desencadeou a operação "Grande Empreitada", para cumprir mandados de prisão contra 27 empreiteiros e de busca e apreensão em 44 endereços de construtoras. Fernando Cavendish estava entre os empresários com mandado de prisão mas não foi detido por não ter sido localizado em seu endereço no Rio de Janeiro, mas a sede da Delta foi vasculhada pela polícia. A acusação era de fraudes em  licitações.

## Sob investigação
A Delta é alvo de processo administrativo desde o dia 24 de abril de 2012 e está sendo investigada pela chamada CPMI do Cachoeira, no Congresso Nacional, que trata do esquema de contravenção do bicheiro Carlos Augusto Ramos, o Carlinhos Cachoeira, e suas ligações com agentes públicos e privados. Quando compareceu a Comissão, em 29 de agosto de 2012, munido de Habeas corpus, permaneceu calado e foi dispensado.
Em 25 de abril, Fernando Cavendish licenciou-se da presidência do Conselho de Administração da Delta Construções. Houve anúncio de venda à J&F, no dia 9 de maio, mas, em 4 de junho de 2012, após muita polêmica e atrito com o BNDES, sócio minoritário da Holding, a operação de venda foi anulada.
Em junho de 2012, o ministro-chefe da Controladoria-Geral da União (CGU), Jorge Hage, declarou a construtora Delta inidônea, o que impede a emprese de firmar contratos com a administração pública federal.
O banimento da Delta de obras públicas leva em conta irregularidades apontadas pela Operação Mão Dupla, da Polícia Federal, que investigou fraudes na execução de contratos para realização de obras rodoviárias do Departamento Nacional de Infraestrutura de Transportes (Dnit) no Ceará.
Em maio de 2013, o empresário foi condenado em primeira instância a 4 anos e seis meses de prisão, por desvio de verbas destinadas à despoluição da Lagoa de Araruama, na Região dos Lagos fluminense.